# Petr Nouzovský
Petr Nouzovský (* 24. dubna 1982, Praha) je český violoncellista, dramaturg, pedagog a od roku 2017 předseda Asociace hudebních umělců a vědců (AHUV).

## Biografie

### Studia
Petr Nouzovský studoval na Pražské konzervatoři (František Pišinger, Jiří Bárta, Jan Páleníček), Hudební a taneční fakultě AMU (HAMU) v Praze (Miroslav Petráš), Vysoké hudební škole v Drážďanech (Wolfgang Emanuel Schmidt) a na Královské konzervatoři v Madridu (Iagoba Fanló). 
Kromě opětovného pozvání na Piatigorského seminář v Los Angeles absolvoval mistrovské kurzy u Mstislava Rostropoviče, Borise Pergamenschikova a Lynna Harrella. Soukromě studoval u Stanislava Apolína. 
Od roku 2022 je studentem doktorandského studia na VŠMU v Bratislavě. Dizertační práci na téma Bohuslav Martinů a jeho dílo pro violoncello z pohledu interpreta vede doc. Eugen Prochác.

### Pedagogická, zakladatelská a hudebně organizační činnost
- v letech 2004 - 2013 byl spoluzakladatelem a ředitelem Jihočeského komorního festivalu
- v letech 2008 - 2017 byl předsedou Fóra mladých, z.s.
- v letech 2010 - 2022 byl dramaturgem Kruhu přátel hudby v pražském Podolí (nástupce Libor Nováček jr.).
- v letech 2015 - 2020 byl členem Dozorčí rady Nadace Život umělce (v roce 2021 byl jejím předsedou)
- od roku 2017 je pedagogem Pražské konzervatoře, kde předává své zkušenosti dvěma studentům. Jeho absolventy jsou Adam Klánský a David Pěruška
- od roku 2017 je předsedou Asociace hudebních umělců a vědců
- od roku 2017 je členem Kontrolní komise Intergram
- v roce 2018 spoluzaložil Mezinárodní violoncellovou soutěž o cenu Gustava Mahlera v Jihlavě
- od roku 2019 vyučuje i na New York University v Praze. Dále pravidelně vyučuje na mistrovských kurzech v Třeboni a Pezinku (Slovensko)
- od roku 2021 je členem Umělecké rady Mezinárodního hudebního festivalu Leoše Janáčka
- v letech 2021 - 2024 byl dramaturgem Hudebního festivalu Věčná naděje (předchůdce Vladimír Darjanin, nástupkyně Kristina Vocetková)
- od roku 2022 je členem Dozorčí rady Nadace Bohuslava Martinů
- od roku 2023 je dramaturgem Kruhu přátel hudby na pražských Vinohradech
- od roku 2023 je členem Prezidia České hudební rady
- od roku 2023 je místopředsedou Společnosti koncertních umělců
- v roce 2023 založil Kruh přátel hudby v Dolních Chabrech
- od roku 2023 je dramaturgem hudebního festivalu Třeboňská nocturna
- od roku 2023 je dramaturgem Zimního cyklu abonentních koncertů Třeboňských nocturen

### Hudební spolupráce
Petr Nouzovský spolupracuje s dirigenty Jakubem Hrůšou, Petrem Popelkou, Jiřím Rožněm, Tomášem Braunerem, Martinem Leginusem, Charlesem Olivieri-Munroe, Gáborem Takácsem-Nagym, Petrem Altrichterem, Casparem Richterem, Janem Schultszem, Andrew Parrottem, Case Scaglionim, nebo Jamesem Judem. Prezentuje koncertní hudbu klasické violoncellové literatury (Martinů, Dvořák, Brahms, Beethoven, Čajkovskij, Haydn, Schumann, Šostakovič, Bloch), ale i koncerty pro svou obtížnost méně hrané (Prokofjevova Symfonie-Koncert, Offenbachův „Millitaire“ Koncert).

### Hudební nahrávky
Nahrává pro Dabringhaus und Grimm, Brilliant Classics, CUBE, Albany, Supraphon, ArcoDiva. CD Vivat Tango nahrané s akordeonistou Ladislavem Horákem pro Supraphon získalo ocenění Nejlepší violoncellové CD roku 2014 The Violoncello Foundation New York. Dvojalbum s kompletním dílem Bohuslava Martinů pro violoncello a orchestr (Plzeňská filharmonie, Tomáš Brauner) vydané prestižním německým vydavatelstvím Dabringhaus und Grimm získalo cenu „Nahrávka roku 2017“ Prague Classic Awards, „Cenu německých kritiků 2017“ a superlativní recenze v Pizzicato Luxembourg a Frankfurter Allgemeine.
V roce 2019 vydaná nahrávka Sonát pro violoncello a klavír Bohuslava Martinů natočená s legendárním švýcarským klavíristou Gérardem Wyssem pro label ArcoDiva získala recenze u nás i v zahraničí (Francie/Opera Critiques, USA/Grego Applegate Edwards’s Classical-Modern Music Review a Anglii/Music Web International). Je prvním violoncellistou, který nahrál kompletní dílo Bohuslava Martinů na pěti CD. V roce 2022 vydané CD s Koncertem h moll Antonína Dvořáka (Komorní filharmonie Pardubice, Stanislav Vavřínek, Brilliant Classics) je dle bostonského Fanfare Magazine (July/Aug 2022, Jerry Dubins) nejlepší nahrávkou tohoto díla v historii. Album se stalo Album of the Weekend britského Classic FM, získalo nejvyšší hodnocení Pizzicato Luxembourg, 5 hvězd prestižního francouzského periodika Classica Magazine a svrchovaně brilantní recenzi belgického Crescendo Magazine.

### Koncertní a hudební aktivity (výběr)
Petr Nouzovský dosud odehrál přes 2600 koncertů ve 40 zemích světa. Vystoupil na pódiích (Concertgebouw v Amsterdamu, Festivalový sál Bad Kissingen, Čajkovského sál v Moskvě, Herkules sál v Mnichově).
V letech 2014/2016 byl rezidenčním sólistou Plzeňské filharmonie.
V průběhu sezóny 2022/2023 se Nouzovský představil na orchestrálních a recitálových koncertech v Evropě, Severní Americe a Asii. V minulé sezóně vystoupil společně s Nagojskou filharmonií, Slovenskou filharmonií, PKF-Prague Philharmonia, Janáčkovou filharmonií, Českým filharmonickým sborem Brno anebo se Symfonickým orchestrem Českého rozhlasu. Je pravidelným hostem Pražského jara, MHF Leoše Janáčka a Dvořákovy Prahy. V minulých sezónách se představil v Německu, Číně, Japonsku, New Yorku, Estonsku anebo v Polsku.
Dne 8. listopadu 2022 na 8. benefičním koncertu Institutu Bohuslava Martinů v Profesním domě v Praze provedl Petr Nouzovský spolu s klavíristou Martinem Kasíkem první uvedení nově objevené skladby Bohuslava Martinů, Romance pro housle a klavír (H 186bis). Skladba byla uvedena v transkripci pro violoncello a klavír.

### Hudební nástroj
Hraje na violoncello Georg Rauer 1921 z díly rakouského houslaře Georga Rauera.

### Soukromý život
Petr Nouzovský je ženatý, jeho manželkou je violistka Kristina Nouzovská Fialová. Mají syna Patrika (nar. 2022).